# منتخب الاتحاد السوفيتي لكرة السلة للرجال
منتخب الاتحاد السوفيتي الوطني لكرة السلة للرجال، هو فريق كرة السلة الوطني الذي مثل الاتحاد السوفيتي في المسابقات الدولية. بعد تفكك الاتحاد السوفيتي في عام 1991، قامت الدول اللاحقة بإنشاء فرقها الوطنية الخاصة.
بناءً على عدد الميداليات، يعتبر منتخب كرة السلة في الاتحاد السوفيتي السابق واحدًا من أكثر المنتخبات نجاحًا في تاريخ مسابقات كرة السلة الدولية يلي منتخب الولايات المتحدة ويتقدم على منتخب إسبانيا.